# Jiří Šotola
Jiří Šotola (* 28. Mai 1924 in Smidar; † 8. August 1989 in Prag) war ein tschechischer Dichter, Schriftsteller und Dramaturg der durch seine historischen Romane bekannt geworden ist.

## Leben
Nach seinem Abitur wurde er zum Arbeitsdienst in Deutschland eingesetzt. Nach dem Krieg studierte er Dramaturgie sowie an der Schauspielerschule DAMU. Später schloss er das Studium der Philosophien an.
Zusammen mit Miroslav Florian, Karel Šiktanc und anderen gehörte er zu den Dichtern des Alltags, die größtenteils in der Zeitschrift Mai (Květen) publizierten. Diese Gruppe von Dichtern wollte die Abkehr von pathetischen Dichtung hin zur Realität. Von 1958 bis zur Einstellung der Zeitschrift war er Chefredakteur. Danach arbeitete er für Kultur (Kultura) und Literaturzeitung (Literární noviny). 1964 bis 1967 war er zudem Sekretär des Verbands tschechischer Schriftsteller. Nach 1968 wurde es ihm verboten weiter zu publizieren. Einige Jahre später übte er so genannte „Selbstkritik“. Daraufhin durfte er wieder öffentlich auftreten. Als Schauspieler und Regisseur wirkte er in Königgrätz. Sein Grab befindet sich auf dem Friedhof Janovičky.

## Werke
Sein Hauptthema waren Kriegsgeschehnisse. Er benutzt in seinen Büchern kurze Wörter und bündige Dialoge. Seine Geschichten sind oft voller Ironie und Anarchie. Er begann mit Gedichten, schrieb später historische Romane und Theaterstücke. Daneben verfasste er Literaturkritik und Statements zur Poesie für Lehrbücher. Er übersetzte Werke von Boris Pasternak und Boris Sluckij.

### Publikationen in deutscher Sprache
- Das geborstene Kreuz (tschechisch Osmnáct Jeruzalémů), 1986 – Novelle über Kreuzzug von fanatischen Kindern (Kinderkreuzzug) in das Heilige Land.
- Huhn am Spieß (tschechisch Kuře na rožni), 1974 im Selbstverlag – Roman aus der Zeit der Napoleonkriege. Held ist der Deserteur Matěj Kuře (Matthäus Huhn), der mit einem Wandertheater nach Venedig zieht.
- Vaganten, Puppen und Soldaten, Böhmen zur Zeit Napoleons.
- Grüß den Engel, richte ihm aus, dass ich warte (tschechisch Tovaryšstvo Ježíšovo), 1969 – Historischer Roman aus der Zeit nach dem Dreißigjährigen Krieg. Die Geschichten spielen sich in den Ländereien bei Košumberk ab. Mittelpunkt der Geschichte ist die Gräfin Marie Maximiliána Slavatovna, eine bescheidene Witwe, die ihr Vermögen dem Jesuitenorden vermacht.

### Publikationen in tschechischer Sprache

#### Lyrik
- Náhrobní kámen, 1946
- Červený květ, 1955
- Za život, 1955
- Óda na hazard
- Čas dovršený
- Psí hodinky
- Svět náš vezdejší
- Venuše z Mélu, 1959
- Bylo to v Evropě, 1960
- Hvězda Ypsilon, 1962
- Poste restante
- A co básník, 1964
- Co a jak, 1964
- Podzimníček, 1967
- Oranžová ryba, 1968

#### Prosa
- Tovaryšstvo Ježíšovo (Grüß den Engel, richte ihm aus, dass ich warte), 1969
- Kuře na rožni (Huhn am Spieß), 1974 im Selbstverlag
- Svatý na mostě (Der Heilige auf der Brücke), 1978 – Historischer Roman über Johann von Nepomuk, Prager Generalvikar, der 1393 auf Befehl des Königs von der Brücke in die Moldau geworfen wurde.
- Pěší ptáci, 1981
- Bitva u Kreščaku, 1982
- Malovaný děti, 1983
- Róza Rio, 1986
- Podzim v zahradní restauraci, 1988
- Osmnáct Jeruzalémů (Das geborstene Kreuz), 1986

#### Theaterstücke
- Waterloo, 1967
- Julián Odpadlík, 1970
- Ajax – Komödie in drei Bildern, 1977
- Možná je na střeše kůň – Komödie, 1980
- Padalo listí, padala jablíčka, 1985 – Drama
- A jenom země bude má : Máchovská variace, 1987
- Podzim v zahradní restauraci, 1988
- Cesta Karel IV.|Karla IV. do Francie a zpět – Drama
- Antiorfeus, Drama
- Chicago, Drama
- Rellevue, Drama
- Příběh, lásky a cti, Filmdrehbuch